# داستان کندی تاون
داستان کندی تاون (انگلیسی: Story of Kennedy Town) یک فیلم در ژانر رمانتیک و اکشن به کارگردانی وو ما است که در سال ۱۹۹۰ منتشر شد. از بازیگران آن می‌توان به مارک چنگ و آرون کووک اشاره کرد.